# Crișcior (gmina)
Crișcior – gmina w Rumunii, w okręgu Hunedoara. Obejmuje miejscowości Barza, Crișcior, Valea Arsului i Zdrapți. W 2011 roku liczyła 3841 mieszkańców.